# Schwarzohr-Laubenvogel
Der Schwarzohr-Laubenvogel (Ailuroedus melanotis) ist eine Art aus der Familie der Laubenvögel (Ptilonorhynchidae) und ist sowohl ein Vertreter der Avifauna Australiens als auch der Neuguineas. Abgesehen vom Braunbauch-Laubenvogel ist der Schwarzohr-Laubenvogel der einzige Laubenvogel, der sowohl auf dem australischen Kontinent als auch auf Neuguinea vorkommt. Im Vergleich zu den ausschließlich auf Neuguinea vorkommenden, nah verwandten Gärtnervögeln ist diese Art der Laubenvögel auf Grund des australischen Verbreitungsgebietes gut erforscht. Es werden in dem großen Verbreitungsgebietes zehn Unterarten für diese Art unterschieden.
Der Schwarzohr-Laubenvogel ist mit einer Körperlänge von bis zu 29 Zentimeter einer der mittelgroßen Vertreter in der Familie der Laubenvögel. Er zählt zu den Arten, zu deren Balzverhalten kein Bau einer Laube durch das Männchen gehört. Sie sind monogam und gehen eine mehrjährige Paarbindung ein. Beide Geschlechter verteidigen ganzjährig ein Revier.
Schwarzohr-Laubenvögel sind sehr langlebig und brauchen mehrere Jahre, bis sie ihre Geschlechtsreife erreicht haben. Auf Grund von Beringungsdaten weiß man, dass sie mindestens ein Lebensalter von 19 Jahren erreichen. Ihre Bestandssituation wird laut IUCN als ungefährdet (least concern) eingestuft.

## Merkmale

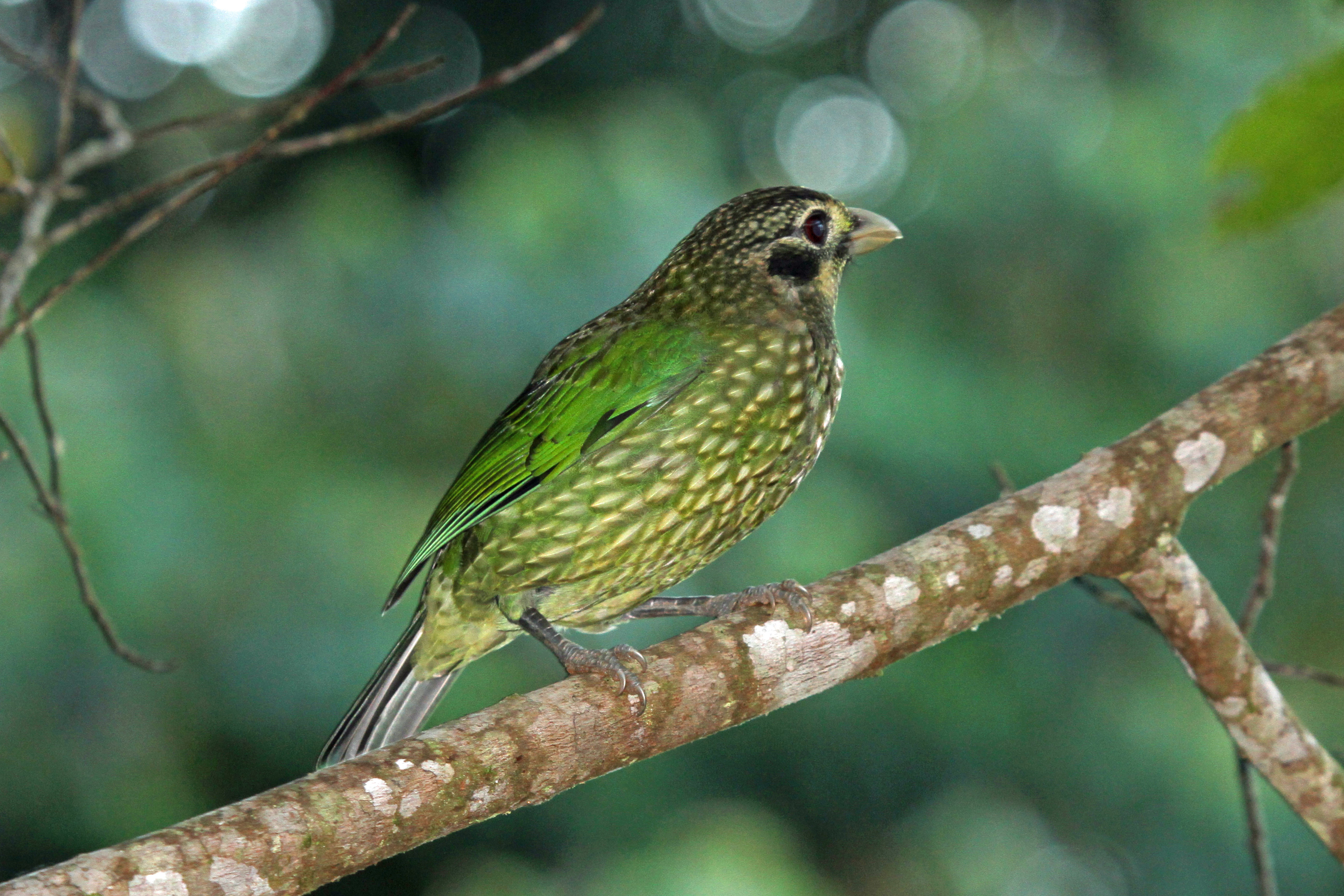
Schwarzohr-Laubenvogel, Daintree, Queensland

Die Männchen des Schwarzohr-Laubenvogels erreichen eine Körperlänge von bis zu 29 Zentimeter, wovon bei der Nominatform 11,1 bis 12,5 Zentimeter auf den Schwanz entfallen. Die Weibchen sind gleich groß. Bei ihnen entfallen 12 bis 12,2 Zentimeter auf das Schwanzgefieder. Die Schnabellänge beträgt bei beiden Geschlechtern 3,3 bis 3,8 Zentimeter. Sie wiegen zwischen 196 und 285 Gramm. Es besteht kein auffälliger Geschlechtsdimorphismus.
Schwarzohr-Laubenvögel sind vom Scheitel bis zum Nacken mattschwarz bis großen blassen mit dunkel rotbräunlichen Federmitten, die teil teilweise grünlich überwaschen sind. Der Oberkopf wirkt dadurch gefleckt. Die Fleckung ist auf dem Scheitel größer und spärlicher, dagegen dicht und klein am Nacken. Die namensgebenden Ohrdecken sind matt schwarz und sind oben, vorne darunter von einem weißlichen bis isabellfarbenen Gefieder umgeben. Das Kinn ist mattschwarz, die Kehle ist schmutzig weiß bis blass isabellfarben mit dunkelgrauen Federenden. Rücken und Bürzel sind smaragdgrün bis grasgrün, das Schwanzgefieder ist smaragdgrün, bis auf das mittlere Steuerfederpaar haben alle Steuerfedern weiße Federspitzen. Die innenliegenden Armschwingen und Teile der Flügeldecke haben blass isabellfarbene bis weiße Federenden. Die Handschwingen sind dagegen braungrau mit grünlichen oder bläulichen Federsäumen.
Die Vorderbrust ist matt isabellfarben und leicht grünlich überwaschen, durch die braunschwarzen Federsäume wirkt der Schwarzohr-Laubenvogel geschuppt. Auf der übrigen Körperunterseite ist dies weniger stark ausgeprägt. Die Unterschwanzdecken weisen eine unscharfe graue Querbänderung auf. Bei einigen Individuen ist dies auch auf zwei breitere Querbänder begrenzt.
Der Schnabel ist blassgrau bis cremeweiß, die Beine und Füße sind blaugrau.
Jungvögel gleichen den adulten Vögeln, sind jedoch im Nacken etwas feiner gezeichnet. Die Kehle ist weißlicher als bei den adulten Vögeln.

## Stimme
Der charakteristische Ruf des Schwarzohr-Laubenvogels ist ein katzenähnliches Miauen. Diese Laute sind bei allen Arten der Gattung Ailuroedus typisch und hat zu der englischen Bezeichnung Catbirds (deutsch Katzenvögel) geführt. Männchen rufen tendenziell lauter als die Weibchen.
Neben den typischen miauenden Rufen gibt es scharfe, hohe Kontaktlaute zwischen den Vögeln eines Paars oder einer Familiengruppe. Die Intensität sowohl der Kontaktlaute als auch dem miauenden rufen nimmt im September, mit Beginn der Balzphase zu.

## Verbreitung und Lebensraum
Der Schwarzohr-Laubenvogel kommt sowohl in Australien als auf Neuguinea vor. In Neuguinea besiedelt er Wälder von Vorgebirgen und niedrigen Gebirgsketten in Höhenlagen zwischen 600 und 1700 Höhenmetern vor. In Australien erstreckt sich sein Verbreitungsgebiet über das tropische Nordost-Queensland. Er kommt dort von der Kap-York-Halbinsel bis zum Mount Halifax in der Paluma Range vor. Das Verbreitungsgebiet in Australien ist aber wie auf Neuguinea disjunkt. Die Höhenverbreitung in Australien reicht von den Tiefebenen bis in Höhenlagen von 1540 Meter. Er ist am häufigsten jedoch zwischen 600 und 900 Höhenmetern anzutreffen.
Er besiedelt in den tropischen Regenwäldern seines Verbreitungsgebietes alle Waldebenen und fehlt nur im oberen Wipfelbereich. Er ist dagegen sehr häufig auf dem Erdboden zu beobachten.
Die einzelnen Unterarten sind in folgenden Regionen anzutreffen:
- A. m. misoliensis Mayr & Meyer de Schauensee, 1939 – Die Insel Misool, die mit einer Fläche von rund 2000 km² eine der vier Hauptinseln des Archipels von Raja Ampat vor der Küste Westneuguineas (Indonesien) ist.
- A. m. arfakianus A. B. Meyer, 1874 – Gebirge des Vogelkop, Fakfakgebirge der Halbinseln Onin sowie die Wandammenberge
- A. m. jobiensis Rothschild, 1895 – Fojagebirge, Bewani-Berge, Torricelligebirge, Prinz-Alexander-Berge im Norden von Neuguinea.
- A. m. facialis Mayr, 1936 – Nassau-Berge und  Oranje-Berge im Westen von  Neuguinea.
- A. m. guttaticollis Stresemann, 1922 – Hunstein-Gebirge, Sepik-Gebirge und Jimi-Gebirge im Nordosten von Neuguinea.
- A. m. astigmaticus Mayr, 1931 – Gebirge der Huon-Halbinsel im Nordosten von Neuguinea
- A. m. melanotis (G. R. Gray, 1858) – Aru-Inseln und die Trans Fly mit dem Nationalpark Wasur Rawa Biru
- A. m. melanocephalus E. P. Ramsay, 1883 – Gebirge im Südosten von Neuguinea.
- A. m. joanae Mathews, 1941 – Osten der australischen  Kap-York-Halbinsel bis zur McIlwraith Range, Queensland, Ostaustralien.
- A. m. maculosus E. P. Ramsay, 1875 – Tropen im Nordosten Queensland vom Atherton Tableland bis zur Seaview Range, Queensland, Ostaustralien.[8]

## Allgemeine Lebensweise und Nahrung

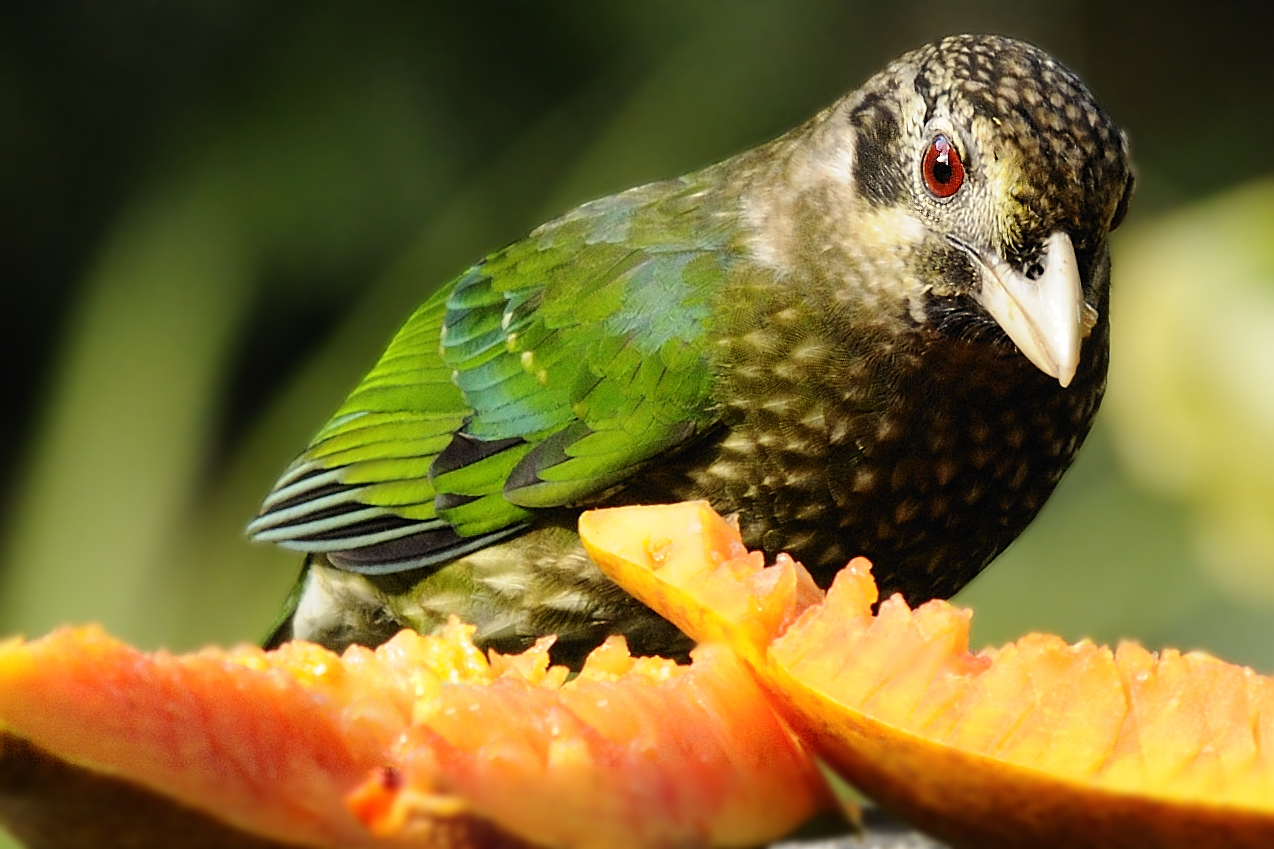
Schwarzohr-Laubenvogel

Der Schwarzohr-Laubenvogel ist ein scheuer, heimlich lebender Vogel, der einzelgängerisch, in Paaren oder in kleinen Familiengruppen lebt. Er ist ein Allesfresser, der aber überwiegend Früchte sowie gelegentlich Blüten, Knospen, Blätter, Pflanzenstängel sowie tierische Kost frisst. Die Populationen auf Neuguinea sind in ihren Nahrungsgewohnheiten nicht sehr gut untersucht, sie decken ihren Nahrungsbedarf jedoch nach jetzigem Wissensstand überwiegend mit Steinfrüchten, Beeren und Wildfeigen. Jared Diamond musste bei seiner Expedition 1972 feststellen, dass sie auch kleinere Vögel und Fledermäuse töten, die er in Japannetzen zu Forschungszwecken gefangen hatte. In fruchttragenden Bäumen werden Schwarzohr-Laubenvögel dagegen sowohl vom Indischen Koel als auch von der Rotbraunen Reinwardttaube verdrängt.
Die Nahrungsgewohnheiten der australischen Populationen sind besser untersucht. Aus Daten einzelner Studien weiß man, dass sie selten in kleinen Trupps nach Nahrung suchen, sondern meist einzelgängerisch auf Nahrungssuche sind. Nur in sehr großen fruchttragenden Bäumen sind drei oder vier Schwarzohr-Laubenvögel gemeinsam anzutreffen. In der Paluma Range deckten sie mit zehn Pflanzenarten 73 Prozent ihres Nahrungsbedarfes.

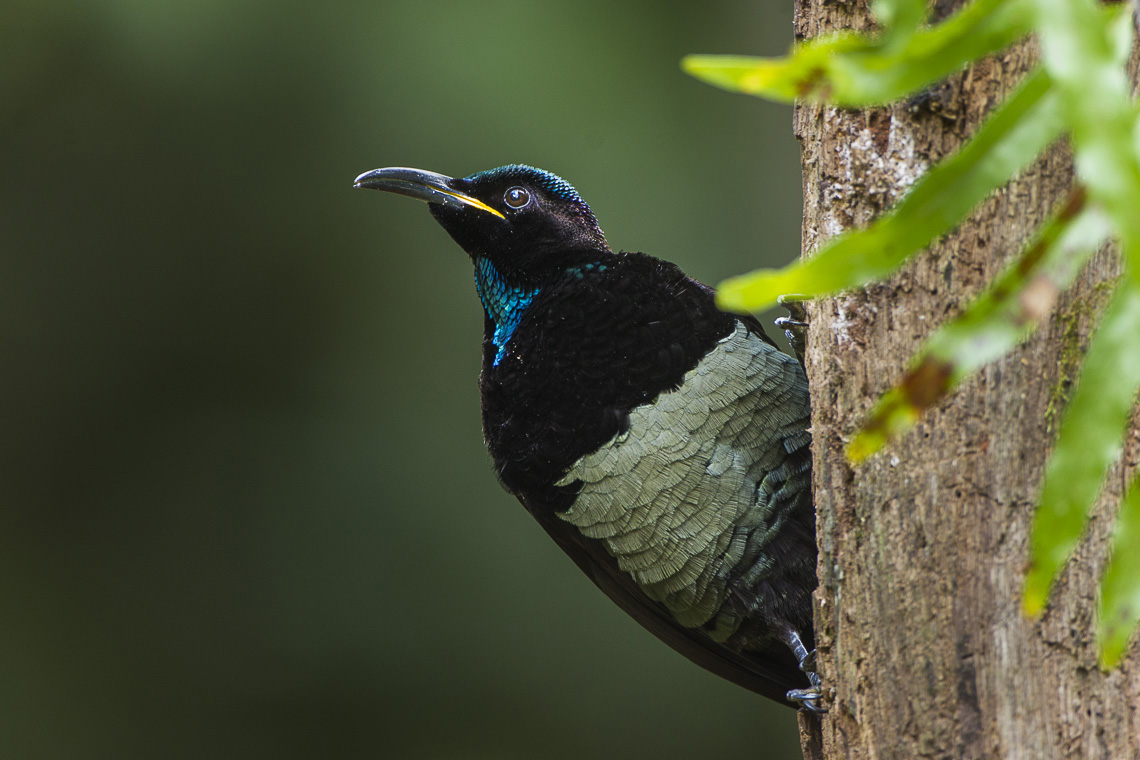
Viktoria-Paradiesvogel, mit denen Schwarzohr-Laubenvögel gelegentlich vergesellschaftet sind

In größeren fruchttragenden Bäumen, meistens Feigenarten, sind sie gelegentlich mit Zahnlaubenvogel, Säulengärtner, Seidenlaubenvogel, Rosabrust-Kuckuckstaube, Streifenraupenfänger (Coracina lineata), Langschwanz-Fruchttaube und Viktoria-Paradiesvogel vergesellschaftet. Schwarzohr-Laubenvögel können Zahnlaubenvögel und Seidenlaubenvögel in solchen Bäumen verdrängen, dagegen sind Langschwanz-Fruchttauben gegenüber Schwarzohr-Laubenvögeln durchsetzungsfähiger.
Kleinere Früchte werden von den Zweigen gepickt und ganz gefressen. Größere Früchte entweder direkt vor Ort oder auf einem benachbarten Ast mit dem Schnabel in kleinere Stückchen geteilt. Gelegentlich horten sie auch Früchte, meistens in der Krone von epiphytischen Baumfarnen.
Mit tierischer Kost deckten Schwarzohr-Laubenvögel in der Paluma Range etwa sechs Prozent ihres Nahrungsbedarfs. Meistens handelt es sich um Würmer, Kakerlaken, Termiten, Singzikaden, Käfer, Raupen und Spinnen. Die Wirbellosen werden gewöhnlich von Blättern, Zweigen und Baumstämmen gepickt oder in der auf dem Boden liegenden Laubschicht gefunden. Sie sind aber auch in der Lage, im Flug Insekten zu fangen. Sie fressen außerdem die Eier und Nestlinge anderer Vogelarten. Ein Nestling des Farnschnäppers wurde trotz heftiger Gegenwehr der Elternvögel getötet. Sie sind auch die einzigen tagaktiven Fressfeinde von Jungvögeln des Schwarzkopfflöters (Orthonyx spaldingii) und vermutlich fressen sie auch die Eier oder töten die Jungvögel von Zahnlaubenvogel und Säulengärtner.

## Fortpflanzung
Anders als andere Laubenvögel baut der männliche Schwarzohr-Laubenvogel keine Lauben. Sie sind monogame Vögel, die eine mehrjährige Partnerschaft eingehen und gemeinsam ein Nahrungs- und Brutrevier verteidigen. Anhand von beringten Vögeln konnte man nachweise, das ein Paar ein Revier über mehrere Jahre besetzt. Es besteht aus einem etwas größeren Nahrungsrevier und einem etwas kleineren, darin liegenden Brutrevier. Das Brutrevier wird zu Beginn der Brutzeit neu etabliert, einzelne Vögel oder Paare nutzen nachweislich jedoch über mehrere Jahre das gleiche Brutrevier. Das Brutrevier hat etwa eine Größe von 1,6 Hektar. Die Balz ist wenig elaboriert: Clifford und Dawn Frith schreiben in ihrer Monographie über ihre Balz: Courtship involes little mehr than the pair Shopping excitedly about tree Peches – die Balz ist kaum mehr als ein aufgeregtes Hüpfen des Paares im Geäst. Das Männchen offeriert dem Weibchen jedoch vor der Paarung in der Regel Nahrung.
Eine hohe Ortstreue zeigen Schwarzohr-Laubenvögel auch bezogen auf ihren Nistplatz. Ein Weibchen nutzte denselben Nistplatz zehn aufeinanderfolgende Brutzeiten. Die neuen Nester liegen in der Regel nur wenige Meter vom alten Nest entfernt. Häufig wird das neue Nest aber auch direkt auf dem alten Nest gebaut. Geht das erste Gelege beispielsweise durch Fressfeinde verloren, kommt es zu einem Zweitgelege, das Paar baut das Nest jedoch dann in einer Entfernung von durchschnittlich 37 Meter vom alten Nest. Bei zwei beobachteten Paare, die ihr erstes Gelege verloren, war das Ersatznest innerhalb von 16 Tagen gebaut und ein erstes Ei gelegt.
Das Gelege besteht normalerweise aus einem bis drei Eiern, in der Mehrzahl umfasst ein Gelege jedoch nur zwei Eier. Der Legeabstand beträgt ein Tag. Das Frischeivollgewicht liegt bei 18,7 Gramm. Es brütet nur das Weibchen, sie beginnt mit dem Brüten, sobald das Gelege vollständig ist. Die Brutzeit beträgt 22 bis 23 Tage. Die Nestlinge werden auch ausschließlich vom Weibchen gehudert. Die Nestlinge sind nach etwa 19 bis 20 Tagen flügge.

## Schwarzohr-Laubenvögel und Menschen
Der Londoner Zoo hielt bereits 1908 drei Schwarzohr-Laubenvögel. In Australien und Singapur wird diese Art immer wieder auch von Privatpersonen gehalten. Aus der Gefangenschaftshaltung wird auch berichtet, dass sich Grünlaubenvögel mit Schwarzohr-Laubenvögeln kreuzen lassen, wissenschaftliche Berichte gibt es jedoch darüber nicht.

## Einzelbelege
1. 1 2 3 4  Handbook of the Birds of the World zum Schwarzohr-Laubenvogel, aufgerufen am 25. April 2017
2. ↑  Rowland: Bowerbirds. S. 101.
3. 1 2 3 4 5 6  Frith: The Bowerbirds – Ptilonorhynchidae. S. 242.
4. 1 2  Frith: The Bowerbirds – Ptilonorhynchidae. S. 248.
5. ↑  Frith: The Bowerbirds – Ptilonorhynchidae. S. 234.
6. ↑  Frith: The Bowerbirds – Ptilonorhynchidae. S. 233.
7. 1 2  Frith: The Bowerbirds – Ptilonorhynchidae. S. 241.
8. 1 2 3  Frith: The Bowerbirds – Ptilonorhynchidae. S. 238.
9. 1 2 3  Frith: The Bowerbirds – Ptilonorhynchidae. S. 239.
10. ↑  Frith: The Bowerbirds – Ptilonorhynchidae. S. 240.
11. 1 2 3  Frith: The Bowerbirds – Ptilonorhynchidae. S. 245.
12. ↑  Frith: The Bowerbirds – Ptilonorhynchidae. S. 249.